# John Pitti
John Francis Pitti (1978) is een Panamees voetbalscheidsrechter. Hij is sinds 2012 aangesloten bij de wereldvoetbalbond FIFA. Ook leidt hij wedstrijden in de Panamese nationale competitie en is hij een scheidsrechter bij de Noord-Amerikaanse voetbalbond. Pitti floot op 6 augustus 2013 zijn eerste wedstrijd in een internationaal clubtoernooi, de CONCACAF Champions League: het groepsduel tussen Toluca FC uit Mexico en Caledonia AIA uit Trinidad en Tobago eindigde in een 3–1 overwinning voor Toluca. Op 10 januari 2013 werd Pitti door de CONCACAF aangesteld voor zijn eerste interland: hij floot de vriendschappelijke interland tussen zijn vaderland en Guatemala (3–0). In juli 2015 werd Pitti door de CONCACAF opgenomen in de arbitrale selectie voor de CONCACAF Gold Cup, gehouden in de Verenigde Staten en Canada. Op 9 juli leidde hij de eerste wedstrijd in groep C tussen Trinidad en Tobago en Guatemala (3–1), waarin hij zesmaal een gele kaart uitdeelde. Op 26 juli 2015 leidde Joel Aguilar de finale van de Gold Cup tussen Jamaica en Mexico (1–3), met Pitti als vierde official.
In de zomer van 2015 was Pitti aanwezig op het wereldkampioenschap voetbal onder 20 in Nieuw-Zeeland, waar hij onder meer de achtste finale tussen Oostenrijk en Oezbekistan (0–2) leidde. Namens de CONCACAF waren ook de Mexicaan César Ramos Palazuelos en de Costa Ricaan Henry Bejarano actief op het wereldkampioenschap voor jeugdelftallen.

## Interlands
| Datum            | Wedstrijd                      | Uitslag | Competitie                            | Kreeg geel | Kreeg voor de tweede keer geel en dus rood | Weggestuurd |
| ---------------- | ------------------------------ | ------- | ------------------------------------- | ---------- | ------------------------------------------ | ----------- |
| 10 januari 2013  | Panama – Guatemala             | 3 – 0   | Vriendschappelijk                     | 2          | 0                                          | 0           |
| 15 november 2013 | Jamaica – Trinidad en Tobago   | 0 – 1   | Vriendschappelijk                     | 1          | 0                                          | 0           |
| 31 mei 2014      | Mexico – Ecuador               | 3 – 1   | Vriendschappelijk                     | 4          | 0                                          | 0           |
| 3 september 2014 | Puerto Rico – Curaçao          | 2 – 2   | Kwalificatie Caraïbisch kampioenschap | 6          | 0                                          | 0           |
| 7 september 2014 | Frans-Guyana – Curaçao         | 0 – 0   | Kwalificatie Caraïbisch kampioenschap | 0          | 0                                          | 0           |
| 26 maart 2015    | Costa Rica – Paraguay          | 0 – 0   | Vriendschappelijk                     | 5          | 0                                          | 0           |
| 9 juli 2015      | Trinidad en Tobago – Guatemala | 3 – 1   | CONCACAF Gold Cup                     | 6          | 0                                          | 0           |
| 4 september 2015 | Canada – Belize                | 3 – 0   | Kwalificatie WK 2018                  | 1          | 0                                          | 0           |
| 13 oktober 2015  | Honduras – Zuid-Afrika         | 1 – 1   | Vriendschappelijk                     | 1          | 0                                          | 0           |
| 17 november 2015 | Honduras – Mexico              | 0 – 2   | Kwalificatie WK 2018                  | 4          | 0                                          | 0           |
| 4 juni 2016      | Haïti – Peru                   | 0 – 1   | Copa América Centenario               | 5          | 0                                          | 0           |
| 2 september 2016 | Trinidad en Tobago – Guatemala | 2 – 2   | Kwalificatie WK 2018                  | 4          | 0                                          | 1           |
| 24 maart 2017    | Mexico – Costa Rica            | 2 – 0   | Kwalificatie WK 2018                  | 2          | 0                                          | 0           |
| 7 juli 2017      | Frans-Guyana – Canada          | 2 – 4   | CONCACAF Gold Cup                     | 5          | 0                                          | 0           |
| 23 juli 2017     | Mexico – Jamaica               | 0 – 1   | CONCACAF Gold Cup                     | 6          | 0                                          | 0           |